# Trigonelina
Trigonelina é um alcaloide com fórmula C7H7NO2. É um zwitterion formado pela metilação do átomo de nitrogênio da niacina (vitamina B3). Trigonelina é um produto do metabolismo da niacina que é excretado na urina de mamíferos.